# Радче
Радче (пол. Radcze) — село в Польщі, у гміні Мілянув Парчівського повіту Люблінського воєводства. Населення — 486 осіб (2011).

## Історія
1791 року вперше згадується унійна церква в селі.
У міжвоєнні 1918—1939 роки польська влада в рамках великої акції закриття та руйнування українських храмів на Холмщині і Підляшші перетворила місцеву православну церкву на римо-католицький костел.
У 1975-1998 роках село належало до Білопідляського воєводства.

## Населення
Демографічна структура станом на 31 березня 2011 року:
|          | Загалом | Допрацездатний вік | Працездатний вік | Постпрацездатний вік |
| -------- | ------- | ------------------ | ---------------- | -------------------- |
| Чоловіки | 253     | 60                 | 159              | 34                   |
| Жінки    | 233     | 41                 | 120              | 72                   |
| Разом    | 486     | 101                | 279              | 106                  |